# Замок Килтил
Замок Килтил (англ. Kilteel Castle; ирл. Caisleán na Cill Chéile) — один из замков Ирландии, расположенный в графстве Килдэр.

## История
Земля, где сейчас стоит замок Килтил была заселена с давних доисторических времен. Возле замка сохранился доисторический курган на вершине холма Килтил-Вуд. Курган в давние времена был местом коронаций местных королей и вождей клана. Картограф Александр Тейлор в 1783 году описал об этом кургане и остатках древней крепости. То же писал и Джон Тейлор в 1816 году.
В раннем средневековье эта земля принадлежала клану Мак Бреннан (ирл. Meic Bráenáin) — ветви клана Фохарт Архирей (ирл. Fothairt Airthir). Недалеко от места, где стоит ныне замок Килтил была резиденция вождя этого клана - крепость Рахмор. Здесь же была и главная церковь клана Фохарт Архирей — на земле септы Ви Мел Руба (ирл. Uí Máel Ruba). Название Килтил происходит от ирландского Килл Хеле — Церковь Хеле. В VII веке епископ Келе Крист из клана Кэнел н-Эогайн построил здесь церковь. В 1179 году в письме Папы Римского упоминается эта церковь под названием Кёхелю.
Была здесь еще одна древняя церковь — Килдронан или Келл Эпскойп Дронайн (ирл. Kildronan, Cell Epscoip Drónáin). В 1257 году Морис Фицджеральд дарил эту землю семье Кровал. В 1317 году приорат Всех Святых попытался вернуть себе эту землю, в то время принадлежала Томасу де Кровалу.
Археологические исследования показали, что во времена раннего средневековья здесь кроме двух храмов и монастыря была еще круглая крепость D-образной формы.
Возле замка сохранились руины церкви, построенной в романском стиле. Эта каменная церковь была построена около 800 года. Отдельные скульптуры из этой церкви сохранились — были перенесены в другие храмы. Сохранился и большой каменный крест поставленysq королем Диармайтом Мак Мурхада — его мать была из клана Мак Бреннан. Церковь была разрушена в 1630 году, затем восстановлена, затем снова разрушена. Находилась в руках то католиков, то протестантов. В XII—XIII веках эти земли принадлежали ордену рыцарей Госпитальеров. Имеются сообщения, что этот орден построил здесь свой замок в 1212 году. Неясно, кто дарил эти земли ордена — возможно Герард Фицморис, возможно его сын Морис Фицджеральд. Сохранились остатки фундаментов замка того времени. Замок Килтил стоял на границе Пейл — английской колонии в Ирландии, поэтому испытывал постоянных нападений ирландских кланов О'Бирн и О'Тул, сохранивших независимость от короны Англии и пытались отвоевать ирландские земли. В 1355 году король Англии Эдвард III выдал грамоты по защите земель и замков Килтил, Рахмор, Баллимор «от разграбления и сожжения Обрином и его сообщниками». Королевский акт 1488 года утвердил границу «четырех послушных графств»: Лаут, Мит, Дублин и Килдэр. Граница Пейл - владений Англии проходил тогда через замки Килтил и Рахмор. Аналогичный акт был составлен в 1495 году.
Ныне существующая постройка замка Килтил была построена около 1400 года. Это прямоугольная пятиэтажное сооружение, имеет сводчатые потолки и подземелья. Сохранился рисунок художника Эдвина Ре без даты, изображающая этот замок. В 1901 году у замка было найдено пушечное ядро XVII века.
Во время реформации местные монастыри были разогнаны, земли вокруг замка Килтил получила семья Ален с Норфолке. В 1536 году Джон Ален стал лорд-канцлером Ирландии. Договор аренды от 12 июля 1539 года вспоминает Томаса Аллена и его жену Мэри как обладателей Килтил и защитников от «ирландских врагов из клана О'Тул». Мере Ален была дочерью Джона Равсона — виконта Клонтарф, хотя он дал обет безбрачия, когда вступил в орден Святого Иоанна Иерусалимского, но у него было трое детей. В 1549 году были помилованы королем Джон Ален и Томас Ален с Килтил. В 1554-1556 годах замком владел Роберт Аллен — «ирландский папист» (католик). В 1561 году Томас Ален с Килтил был среди «судей, комиссаров и охранников мира». В 1626 году упоминается Роберт Ален с Килтил.
Замок Килтил был разгромлен и сожжен в 1573 году Рори О'Мором, а затем еще раз разгромлен и сожжен в 1574 году. Корона считала, что граф Килдэр — давний враг семьи Ален был в сговоре с Рори О'Мором. В 1580 году во время Второго восстания Десмонда на замок Килтил напал Фиах Мак Хью О'Бирн. Замок тогда защищали 50 всадников и 100 пехотинцев. В 1595 году на замок напал сын Фиаха Мак Хью.
В 1669 году замком владел граф Тирконнелл. Среди арендаторов земель вокруг замка в XVII веке упоминаются Джонатан Хейс, Джеймс Эштон, Джеймс Шарп, Даниэл Ридинг, Джордж Итон, Уильям Палмер, Томас Колмондли. Во время якобитских (вильямитских) войн замок и поместье были конфискованы. В 1703 году замок купила компания, в 1706 году замок купил Уильям Фовнес. В 1838 году замок и поместье купил Джон Кеннеди, в конце XIX века земли поместья были проданы арендаторам согласно закону о помещичье землевладение.